# 民謡魂 ふるさとの歌
『民謡魂 ふるさとの唄』（みんようだましい ふるさとのうた）は、NHK総合テレビジョンで2013年5月4日から主に毎月1回土曜日か日曜日に放送されている公開演奏番組である。

## 概要
「どんとこい民謡」、「それいけ!民謡うた祭り」から続く全国各地を巡回するライブコンサート番組である。
日本の全国各地に伝わる民謡・わらべ歌・伝統芸能を全国に紹介し、改めて日本の伝統文化の素晴らしさを全国に紹介・再発見することを目指している。
収録は、全国各地のNHKの公開スタジオや公民館、体育館などで行われ、一般公募により視聴者を招待して行われる。

## 出演者

### 司会
- 近藤泰郎（NHKアナウンサー、2013年5月 - 2016年2月、2020年10月 - ）

### 過去の出演者
- 塩屋紀克（NHKアナウンサー、2016年4月 - 2020年9月）
- 城島茂（TOKIO、2013年5月 - 2024年3月[2]）

このほか、収録先の都道府県の伝統芸能・文化を推進する団体の関係者や地元の民謡歌手がゲスト出演する。

## 放送差し替え
2022年6月19日は福岡県八女市の回を放送していた。当日午後3時08分に石川県で最大震度6弱の緊急地震速報が発出、そのまま九波全中による緊急報道体制へ切り替わったため、該当回を同年7月3日14:15   - 14:59に再放送した。ただし、NHK松山放送局は『ひめDON! 西日本豪雨から3年（再放送）』が動かせず、その翌週10日の13:05 - 13:49に放送した。